# Laserdance Orchestra Vol. 2
 Laserdance Orchestra Vol. 2 — студийный альбом голландского дуэта Laserdance, записанный в студии в середине 1994 года.
Это была вторая часть двойного попурри, в которую вошли произведения лейбла Hotsound, ранее выпущенные исключительно на виниловых грампластинках. Почти все песни были написаны в частной студии участника Laserdance Михиля ван дер Куя (Michiel van der Kuy), но подписание их под брендом Laserdance было не совсем верно, поскольку большинство из них являются инструментальными версиями композиций, первоначально записанных разными исполнителями.
В альбом также вошли композиции Роба ван Эйка (Rob van Eijk), который сотрудничал в 1980-х годах с Ван дер Куем как в Laserdance, так и в музыкальном проекте Proxyon.
На тыльной стороне обложки диска написано: «Спасибо всем фанатам Laserdance за более чем десять замечательных лет. Специальное спасибо всей моей семье, Мириам (Miriam), Вольфганг (Wolfgang), Томми (Tommy), Роб (Rob), Рене (Rene), Кок, Андреас (Andreas) и Никлас (Niklas)».

## Список композиций
| №                   | Название                     | Автор(ы)                                                                      | Длительность |
| ------------------- | ---------------------------- | ----------------------------------------------------------------------------- | ------------ |
| 1.                  | «Don't Stop»                 | Michiel van der Kuy & Rob van Eijk (проект Power Machine), 1987               | 5:37         |
| 2.                  | «Que Me Pasa»                | Michiel van der Kuy, вокал - Primero, 1988                                    | 4:49         |
| 3.                  | «Make Up Your Mind»          | Erik van Vliet, вокал - Attack, 1989                                          | 5:26         |
| 4.                  | «Move On Up»                 | Rob van Eijk, вокал - Kim Taylor, 1989                                        | 5:21         |
| 5.                  | «You're Wrong»               | Michiel van der Kuy & Erik van Vliet, вокал - Gotcha!, 1986                   | 5:26         |
| 6.                  | «Fear Remix»                 | Michiel van der Kuy, 1987                                                     | 6:24         |
| 7.                  | «For You»                    | Michiel van der Kuy, вокал - Sisley Ferre, 1988                               | 6:13         |
| 8.                  | «Goody's Return»             | Michiel van der Kuy, 1984                                                     | 8:39         |
| 9.                  | «Energy Tonight»             | Michiel van der Kuy, вокал - Hansie Ravesteijn (проект Proof Of Energy), 1984 | 7:35         |
| 10.                 | «Laserdance (Space Version)» | Michiel van der Kuy, Fonny De Wulf, 1984                                      | 8:44         |
| 11.                 | «Can't Stop»                 | Michiel van der Kuy, вокал - Jody Pijper (проект Attack), 1986                | 2:16         |
| 12.                 | «Vamos A La Fiesta»          | Erik van Vliet, вокал - Primero, 1989                                         | 6:03         |
| Общая длительность: | Общая длительность:          | Общая длительность:                                                           | 72:42        |